# Історія Ватикану
Папська держава утворена у 8-му столітті при підтримці Карла Великого на підставі легенди про Костянтинів дар, проіснувала у досить великих розмірах до 1870 року, коли утворилася сучасна держава Італія, а Рим став її столицею.
На момент найвищого розквіту на початку 16-го століття Папська держава включала в себе герцогства Падую, П'яченцу, Модену, Романью, Урбино, Сполето і Кастро, Анконську Марку та провінції Болонью, Перуджу і Орвіетано. 17 жовтня 1870 р.  територія  Папської  держави  була  приєднана до  об'єднаного  Італійського  королівства.  Світська  влада  папи  була  призупинена  до  1929 р.
У 1929 році відновлена після Латеранських угод між Королівством Італія (прем'єр міністр Муссоліні) та Святим Престолом з папою Пієм ХІ в нинішніх розмірах.